# Linus Yale
Linus Yale, Sr. (Middleton, 27 aprile 1797 – Newport, 8 agosto 1858) è stato un inventore statunitense specializzato in serramenti.

## Biografia
Nacque a Middletown (Connecticut), e successivamente si spostò con i genitori a Salisbury, New York. Yale aprì un negozio di serrature nel tardo 1840 a Newport, specializzato nelle serrature delle banche. Nel 1850 suo figlio Linus Yale, Jr subentrò nel negozio al posto del padre aiutandolo nell'invenzione e la brevettazione della serratura a cilindro nel 1865 e della chiave dentellata.